# Fideris
Fideris (toponimo tedesco; in romancio Fadrein , in italiano Fidrisio, desueto) è un comune svizzero di 595 abitanti del Canton Grigioni, nella regione Prettigovia/Davos.

## Storia

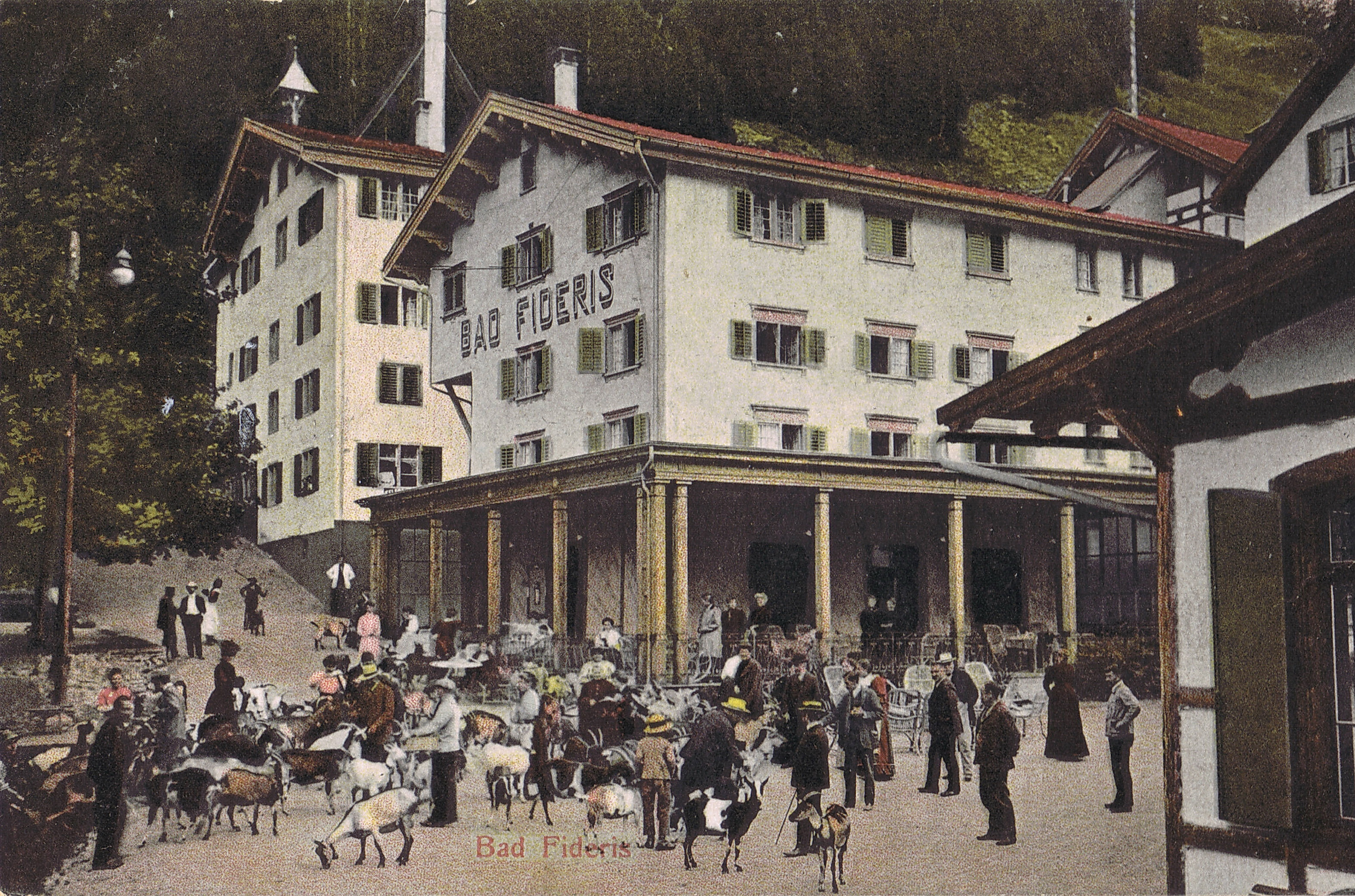
Le terme di Fideris

Fideris è stata una rilevante località termale: le terme, attestate dal 1464 e distrutte da un'alluvione nel 1545, furono in seguito ricostruite e rimasero attive fino al 1939, per essere infine distrutte da una frana nel 1967.

## Monumenti e luoghi d'interesse
- Chiesa riformata di San Gallo, attestata dal 1443[3];
- Rovine della fortezza di Strahlegg, eretta nel XIII secolo e abbandonata nel XV secolo[3].

## Società

### Evoluzione demografica
L'evoluzione demografica è riportata nella seguente tabella:
Abitanti censiti

### Lingue e dialetti
Già paese di lingua romancia, è stato germanizzato nel XIV-XVI secolo da coloni walser.

## Infrastrutture e trasporti

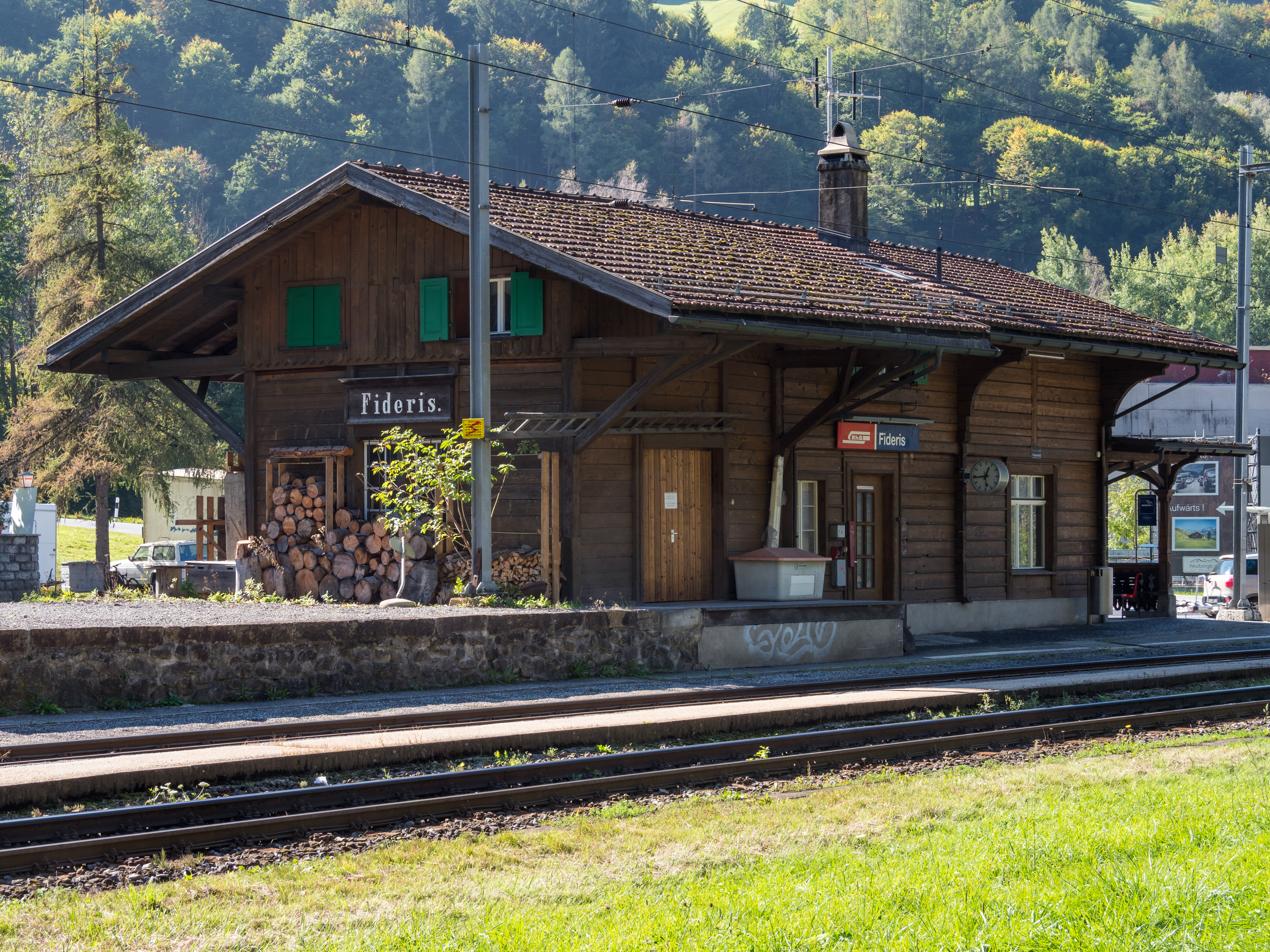
La stazione di Fideris

Fideris è servito dalla stazione ferroviaria omonima della Ferrovia Retica, sulla linea Landquart-Davos.